# Старе Джевце
Старе Джевце (пол. Stare Drzewce) — село в Польщі, у гміні Шліхтинґова Всховського повіту Любуського воєводства.
Населення — 753 особи (2011).
У 1975-1998 роках село належало до Лешненського воєводства.

## Демографія
Демографічна структура станом на 31 березня 2011 року:
|          | Загалом | Допрацездатний вік | Працездатний вік | Постпрацездатний вік |
| -------- | ------- | ------------------ | ---------------- | -------------------- |
| Чоловіки | 374     | 82                 | 262              | 30                   |
| Жінки    | 379     | 82                 | 226              | 71                   |
| Разом    | 753     | 164                | 488              | 101                  |